# Sequals
Sequals est une commune de la province de Pordenone, dans la région Frioul-Vénétie Julienne, en Italie.

## Administration
| Période                                  | Période  | Identité         | Étiquette     | Qualité |
| ---------------------------------------- | -------- | ---------------- | ------------- | ------- |
| 15 juin 2004                             | En cours | Francesca Piuzzo | Centro-Destra |         |
| Les données manquantes sont à compléter. |          |                  |               |         |

Depuis le 8 juin 2009, Enrico Odorico, Lista Civica.

### Hameaux
Lestans, Solimbergo.

### Communes limitrophes
Arba, Cavasso Nuovo, Meduno, Pinzano al Tagliamento, Spilimbergo, Travesio.

## Personnages célèbres
- Giandomenico Facchina y est né en 1826, mort en 1904 : mosaïste installé à Paris en France.
- Pietro Favret y est né en 1871, mort en 1936 : mosaïste installé à Nevers en France.
- Isidore Odorico père y est né en 1842, mort en 1912 : mosaïste installé en France, d'abord à Tours en 1881 puis à Rennes en 1882[2].
- Sante Vallar (1893-1951), né à Tramonti di Sopra, habita à Solimbergo avant de s'installer comme mosaïste en France à Montereau-Fault-Yonne, puis à Tours.
- Eugène Tesolin dit Gino, né en 1907, décédé le 8 juin 1978 : mosaïste installé en France à Nancy, cousin de Primo Carnera.
- Primo Carnera, né le 25 octobre 1906, décédé le 29 juin 1967 : champion du monde des poids lourds en 1933.
- Les frères Tossut (Luigi né en 1864 et Giovanni Battista né en 1863- décédé en ?1954),  mosaïstes en Algérie[3].